# 裕廊渡頭站
裕廊渡頭地铁站（英語：Jurong Pier MRT Station，代號JS12）是新加坡地鐵裕廊區域線上的車站，位于新加坡本岛文禮与裕廊東规划区交界處。车站预计将于2029年启用。